# Rebekka Biegel

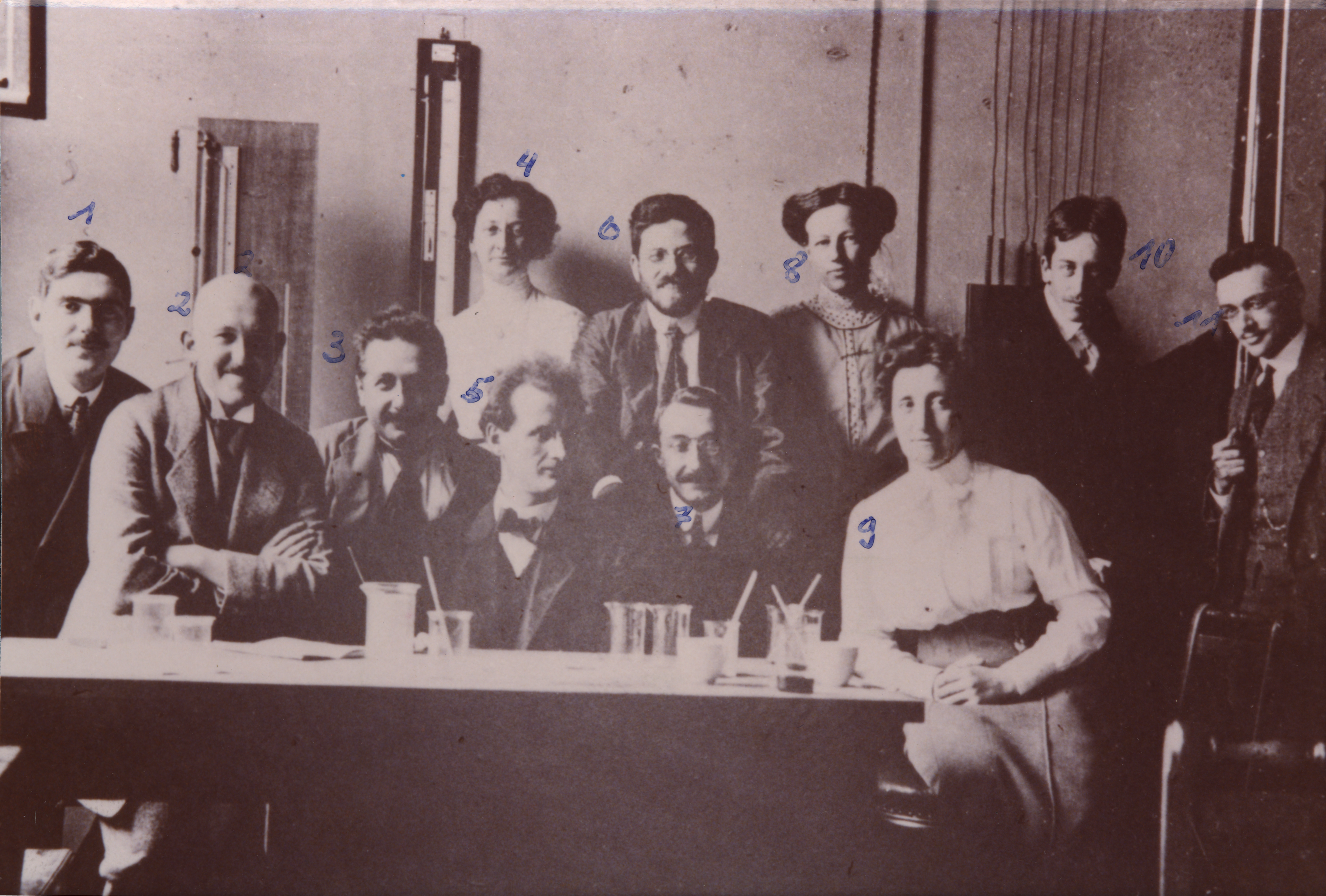
Albert Einstein en collega's in het natuurkundelaboratorium van de ETH Zurich. Hoewel de vrouw zittend aan de rechterkant doorgaans wordt geidentificeerd als Girgorjeff is het waarschijnlijk Betty Biegel.

Rebekka (Betty) Aleida Biegel (Groningen, 27 juli 1886 – Kamp Westerbork, 1 juni 1943) was een Nederlandse psychologe, gespecialiseerd in psychotechniek. Ze richtte het psychotechnisch laboratorium van de PTT op en was een van de eerste bestuursleden van het Nederlands Instituut van Praktizerende Psychologen (NIPP; nu Nederlands instituut van Psychologen). Ze wordt dan ook gezien als een vrouwelijke pionier binnen de toegepaste psychologie. Door haar joodse afkomst kreeg ze te maken met vervolging tijdens de Tweede Wereldoorlog. Toen ze op het punt stond gedeporteerd te worden naar concentratiekamp Auschwitz pleegde ze samen met haar zus zelfmoord.

## Levensloop
Biegel was de tweede van vier kinderen uit het huwelijk van Joseph Biegel en Henderina Jacoba Schaap. Ze groeide op in een liberaal en welgesteld gezin waardoor zij de vrijheid had om door te leren en daarna te gaan werken. Nadat ze in 1904 was geslaagd voor het examen aan het Groningse Gymnasium ging ze in Leiden sterrenkunde studeren. Tijdens haar studie kampte ze met een slechte gezondheid waardoor ze deze meerdere keren moest onderbreken. Ze werd lid van de Vereeniging van vrouwelijke studenten te Leiden. Ze was erg actief bij de vereniging en heeft meerdere functies gehad, waaronder Praeses (voorzitter) in 1911. Ze ging naar Zürich om de worstelende Albert Einstein te helpen met zijn bewijs. Van 1914 tot 1923 heeft ze in het buitenland gewoond en promoveerde ze aan de Universiteit Zürich op de sterposities in Egyptische kunst. Nadat ze was teruggekeerd naar Nederland ging ze in Amsterdam samenwonen met haar jongere zus Annie. Ze gingen veel met elkaar om en deelden dezelfde vrienden. Ze werden daarom ook weleens de zusjes Biegel genoemd.
Op haar 41e besloot Biegel de studie psychologie te volgen aan de Universiteit Utrecht. Ze koos hiervoor omdat ze als vrouw zijnde geen vast werk als sterrenkundige kon krijgen  en ze meer kansen zag in de psychotechniek. Psychotechniek is onderdeel van de toegepaste psychologie en werd vooral vroeger als term gebruikt voor het doen van psychologische testen. Bij psychotechniek wordt vooral meetapparatuur gebruikt en wordt veel waarde gehecht aan objectieve resultaten. Na het afronden van haar studie werd ze in 1929 aangesteld als psychotechnicus bij de PTT. Als psychotechnisch adviseur had ze de vrijheid het laboratorium zelf in te richten en meetapparatuur te laten maken. Haar werk bestond uit het keuren en de selectie van de werknemers, met name de chauffeurs. Ze wilde zo complex mogelijke onderzoeken ontwikkelen zodat de prestatie van de werknemers zo breed en realistisch mogelijk kon worden getest. Ze vond dat dit meer inzicht bood in de prestaties van de werknemers dan psychologische functies, zoals reactievermogen, apart van elkaar te testen.
Haar laboratorium, dat in 1933 opende, kreeg veel aandacht uit binnen- en buitenland. Naast haar werk bij de PTT schreef ze veel over verplichte chauffeurskeuring en gaf ze les in psychotechniek aan de technische hogeschool in Delft nadat ze dit zelf bij de minister had aangekaart. Ook nam ze deel aan een groot aantal congressen en bezocht ze buitenlandse laboratoria. Na haar gedwongen vertrek bleef haar invloed merkbaar; haar test voor de verspreide aandacht bleef bijvoorbeeld tot in de jaren zeventig op dezelfde manier in gebruik zoals zij die had ontwikkeld.

## Vervolging tijdens de Tweede Wereldoorlog
Biegel kwam uit een joodse familie. Haar ouders hadden op een gegeven moment afstand gedaan van hun joodse herkomst, maar dit hielp Biegel niet tegen de toenemende onderdrukking en uiteindelijke deportatie naar Kamp Westerbork. In 1941 werd ze ontslagen bij de PTT. In datzelfde jaar werd het de joodse bevolking ook verboden lid te zijn van verenigingen, waardoor zij haar bestuursfunctie bij het NIPP heeft moeten opzeggen. Ze heeft nog enige tijd de leiding gehad over het psychotechnisch laboratorium van de Joodse Centrale voor Beroepsopleiding. Deze tak van de Joodse Raad hield zich bezig met het testen van joodse jongens op arbeidsgeschiktheid. Op 26 mei 1943 werden Rebekka en haar zus Annie getransporteerd naar Westerbork. Zij pleegden beiden zelfmoord op 1 juni toen duidelijk werd dat hun barak gedeporteerd zou worden naar Auschwitz.